# Visita pastoral
Visita pastoral ou canónica, por vezes também chamada visitação, é uma obrigação imposta aos bispos católicos pelo Código de Direito Canónico de 1983 (artigos 396-398) de visitar toda a diocese, ao menos cada cinco anos, por si ou, em caso de necessidade, por bispo coadjutor ou auxiliar, ou por um presbítero. A visita deve abranger as pessoas (artigo 305), instituições, coisas (artigos 555-4) e lugares sagrados (artigos 683 e 1224), no limite da diocese, com as excepções previstas dos institutos religiosos isentos pelo direito (artigos 683, 305 e 806). A natureza, objectivos e o estilo desta visita, sobretudo às paróquias, são definidos pelo Directório do Ministério Pastoral dos Bispos (artigos 166 a 170; cf. Exort. ap. *Pastores gregis, 46). No caso do bispo negligenciar a visita pastoral, compete ao bispo metropolitano fazê-la, com aprovação prévia da Santa Sé (artigo 436,1,1).

## História
As visitas pastorais têm a sua origem nas visitas que os Apóstolos faziam às comunidades cristãs por eles fundadas, que terão sido continuadas pelos bispos seus sucessores. Existem notícias dessas visitas desde o século IV, distinguindo-se neste campo o zelo do papa São Gregório Magno. No virar do milénio, com a crise da Igreja, a visita pastoral praticamente desapareceu, sendo reabilitada pelo  Concílio de Trento, que a tornou obrigatória, de dois em dois anos, visando sobretudo a defesa da ortodoxia face à heresia protestante, almejando a desejada reforma autêntica da Igreja. Em Portugal foi o Beato Frei Bartolomeu dos Mártires quem mais se distinguiu no cumprimento desta disposição. 

### Assuntos práticos
Uma visita abrange pessoas, lugares e coisas quando se realiza. Trata-se de um exame da conduta de pessoas, como o clero, freiras e leigos; da condição das igrejas, cemitérios, seminários, conventos, hospitais, asilos e escolas, incluindo mobiliário e outras posses, da administração das posses da igrejas, finanças, registros e o estado religioso local: em suma, é uma investigação completa dos afazeres temporais e espirituais de uma diocese. Um visitador ouve reclamações, investiga crimes, verifica se os pastores estão realizando suas funções de forma correta e questiona sobre a conduta pessoal e a moralidade do clero e dos leigos.

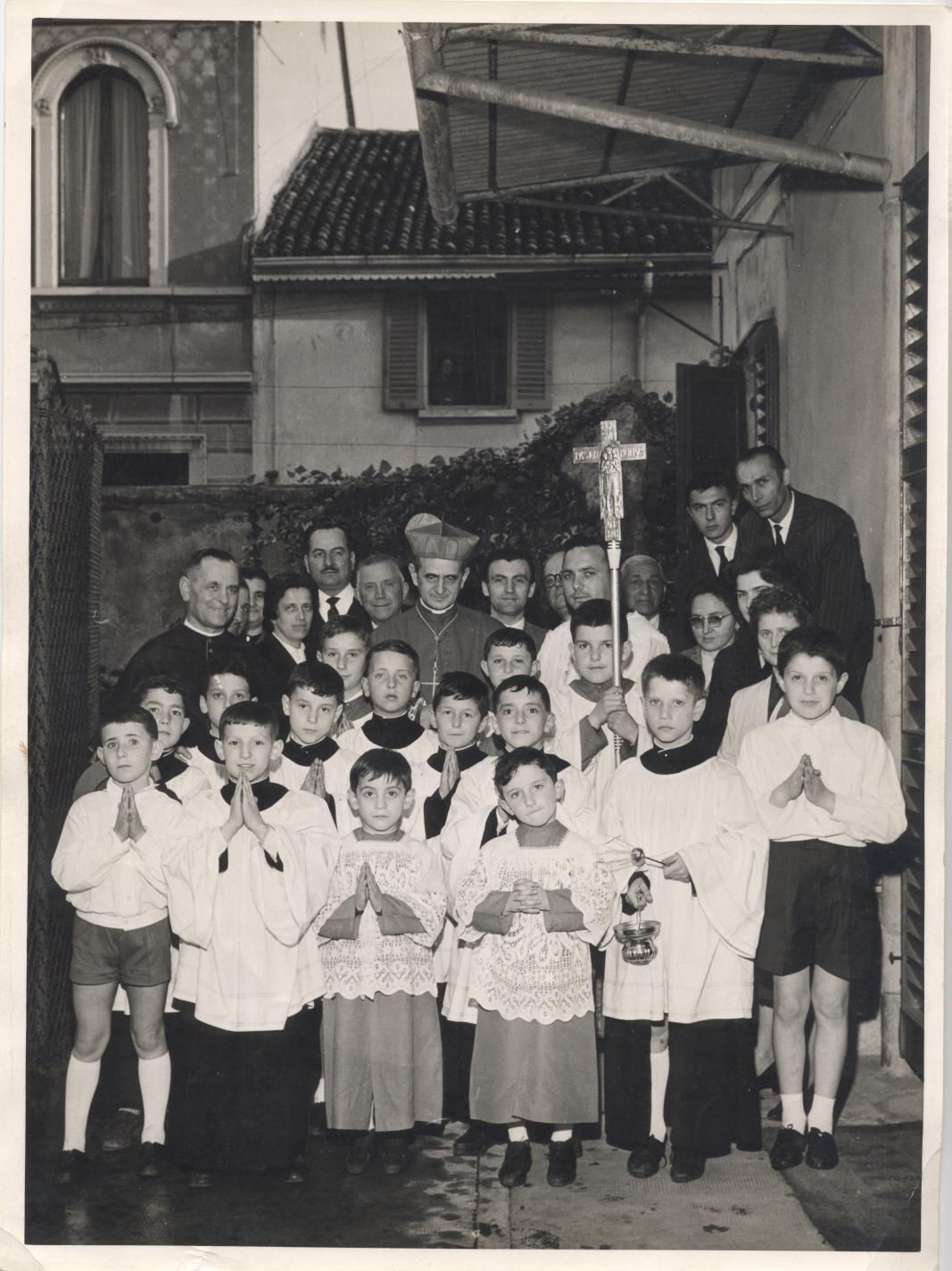
Visita pastoral do Cardeal Montini em 1960

A visita episcopal deve ser uma investigação paternal dos assuntos da diocese. Julgamentos formais e penalidades judiciais, por conseguinte, não devem ser comuns: para estes casos, quando necessário, uma apelação suspensiva pode ser realizada. Para os demais casos, uma apelação dos decretos promulgados numa visita serão meramente devolvidos. As leis proferidas devem ser obedecidas e um relato autêntico de toda a visitação deve ser preservado nos arquivos da diocese como um registo oficial, permitindo também que o bispo, em sua visita ad limina, fornece à Santa Sé um relato apurado das condições de sua diocese. Este relato ao papa deve ser assinado não apenas pelo bispo, mas também por um dos visitadores associados. Um bispo ou outro visitador, para além da hospitalidade, não deve aceitar nenhum tipo de oferenda pela visita.
O "Pontifical Romano" prescreve as cerimónias a serem observadas durante uma visita formal a uma paróquia. Na porta da igreja, o bispo, em cappa magna, beija o crucifixo, recebe água benta e é incensado; em seguida, vai até o santuário e se ajoelha até que o hino prescrito seja cantado. Já no altar, o bispo concede sua benção episcopal solene. Segue-se um sermão, no qual o bispo indica o objetivo da visita e, mais tarde, concede a indulgência que está habilitado a conceder. Vestindo um pluvial negro e uma mitra simples, o bispo recita algumas orações pelos bispos mortos da diocese. A procissão então segue para o cemitério, se estiver próximo, ou para algum outro lugar conveniente na igreja onde uma plataforma pode ter sido erguida: ali o bispo oferece orações para todos os fieis falecidos. A cerimónia termina com o retorno ao santuário com outra oração pelos mortos. Com todas as vestes brancas substituídas por outras negras, o bispo examina o sacrário e seu conteúdo (abençoando a todos com a cibório, altares, a pia batismal, santos óleos, confessionários, relíquias, sacristia, registros, cemitérios, edifícios etc. Finalmente, o "Pontifical" prescreve outras orações a serem ditas privadamente antes da partida do bispo e seus assistentes.